# Klockskär
Klockskär är en ö nära Stenskär i Nagu,  Finland. Den ligger i Skärgårdshavet i Pargas stad i den ekonomiska regionen  Åboland i landskapet Egentliga Finland, i den sydvästra delen av landet. Ön ligger omkring 4 kilometer väster om Stenskär, 14 kilometer söder om Nagu kyrka, 46 kilometer söder om Åbo och omkring 170 kilometer väster om Helsingfors. Närmaste allmänna förbindelse är förbindelsebryggan vid Brännskär som trafikeras av M/S Nordep och M/S Cheri.
Öns area är 18 hektar och dess största längd är 0,6 kilometer i sydväst-nordöstlig riktning. Ön höjer sig omkring 30 meter över havsytan.